# Wilwerdange
Wilwerdange (luxembourgeois : Wilwerdang, allemand : Wilwerdingen) est une section de la commune luxembourgeoise de Troisvierges située dans le canton de Clervaux.
Kneiff, le point culminant du pays avec ses 560,13 mètres, se situe sur le territoire du village. Le village comptait une gare ferroviaire, aujourd'hui fermée, la gare de Wilwerdange.